# Ллано (Техас)
Ллано или Льяно (англ. Llano) — город в США, расположенный в центральной части штата Техас, административный центр одноимённого округа. По данным переписи за 2010 год число жителей составляло 3232 человека, по оценке Бюро переписи США в 2015 году в городе проживало 3341 человек.

## История
Город создавался в соответствии с актом техасской легислатуры от 1 февраля 1856 года о создании округа Ллано. В голосовании, прошедшем 14 июня 1856 года, место на реке Ллано победило альтернативный вариант на берегу ручья Райтс-Крик.
В 1880-х годах стала выпускаться газета «Llano Rural». С 1886 года в городе начался финансовый рост, благодаря обнаружению больших запасов железа в горе Айрон на северо-западе округа. Во время бума в городе существовали планы постройки печи и литейного цеха, строительства коммерческой недвижимости на северном берегу реки, были приняты документы о строительстве плотины, электростанции, системы трамваев и электрического освещения улиц. Для названий улиц на севере города выбирались названия крупных металлургических центров: Бирмингем, Питтсбург, Бессемер, планировалось, что Ллано со временем станет «Западным Питтсбургом». В итоге из всего запланированного было завершено лишь строительство небольшой дамбы и освещение улиц.
В 1892 году, на пике бума, Ллано получил устав города и начал формировать органы местного управления, был построен мост через реку и в северную часть города пришла железная дорога Austin and Northwestern Railroad. Поскольку запасов железа и других ископаемых оказалось немного, бум вскоре сошёл на нет, в 1890-х годах в городе произошло много пожаров, их количество заставило страховые компании подозревать в их преднамеренности и отказаться от выплат пострадавшим. Основными отраслями в регионе остались фермерство, скотоводство и добыча гранита. В 1935 году мост, построенный в 1892 году, был смыт наводнением и на его месте пришлось построить новый.

## География
Ллано находится в центральной части округа, его координаты: 30°45′11″ с. ш. 98°40′10″ з. д..
Согласно данным бюро переписи США, площадь города составляет около 12,8 км2, из которых 12,2 км2 занято сушей, а 0,6 км2 — водная поверхность.

### Климат
Согласно классификации климатов Кёппена, в Ллано преобладает влажный субтропический климат (Cfa).
| Показатель                    | Янв.  | Фев.  | Март | Апр. | Май  | Июнь | Июль | Авг. | Сен. | Окт. | Нояб. | Дек.  | Год   |
| ----------------------------- | ----- | ----- | ---- | ---- | ---- | ---- | ---- | ---- | ---- | ---- | ----- | ----- | ----- |
| Абсолютный максимум, °C       | 33,9  | 37,8  | 37,8 | 40,6 | 42,2 | 44,4 | 46,1 | 45   | 44,4 | 40,6 | 34,4  | 33,9  | 46,1  |
| Средний суточный максимум, °C | 15,9  | 18,1  | 22,4 | 26,6 | 30   | 34,1 | 36,2 | 36,4 | 32,7 | 27,6 | 21,2  | 16,7  | 26,5  |
| Средняя температура, °C       | 8,3   | 10,4  | 14,7 | 19,2 | 23,3 | 27,4 | 29,2 | 29,1 | 25,5 | 19,9 | 13,7  | 9,1   | 19,2  |
| Средний суточный минимум, °C  | 0,7   | 2,8   | 6,9  | 11,8 | 16,7 | 20,7 | 22,2 | 21,7 | 18,4 | 12,3 | 6,1   | 1,5   | 11,8  |
| Абсолютный минимум, °C        | −21,1 | −19,4 | −10  | −3,9 | −2,2 | 3,3  | 10   | 7,8  | 1,7  | −5   | −9,4  | −21,7 | −21,7 |
| Норма осадков, мм             | 32    | 42    | 44   | 68   | 92   | 68   | 45   | 47   | 70   | 68   | 48    | 40    | 665   |
| Источник: weatherbase.com     |       |       |      |      |      |      |      |      |      |      |       |       |       |

## Население
Согласно переписи населения 2010 года в городе проживало 3232 человека, было 1354 домохозяйства и 825 семей. Расовый состав города: 93,4 % — белые, 0,5 % — афроамериканцы, 1,3 % — коренные жители США, 0,6 % — азиаты, 0 % (0 человек) — жители Гавайев или Океании, 3 % — другие расы, 1,1 % — две и более расы. Число испаноязычных жителей любых рас составило 12,9 %.
Из 1354 домохозяйств, в 28 % живут дети младше 18 лет. 44,6 % домохозяйств представляли собой совместно проживающие супружеские пары (16 % с детьми младше 18 лет), в 12,3 % домохозяйств женщины проживали без мужей, в 4,1 % домохозяйств мужчины проживали без жён, 39,1 % домохозяйств не являлись семьями. В 34,5 % домохозяйств проживал только один человек, 19,2 % составляли одинокие пожилые люди (старше 65 лет). Средний размер домохозяйства составлял 2,31 человека. Средний размер семьи — 2,97 человека.
Население города по возрастному диапазону распределилось следующим образом: 25,9 % — жители младше 20 лет, 19,3 % находятся в возрасте от 20 до 39, 33,1 % — от 40 до 64, 21,4 % — 65 лет и старше. Средний возраст составляет 44,2 года.
Согласно данным опросов пяти лет с 2011 по 2015 годы, средний доход домохозяйства в Ллано составляет 35 950 долларов США в год, средний доход семьи — 61 250 долларов. Доход на душу населения в городе составляет 21 923 доллара. Около 15,4 % семей и 27,1 % населения находятся за чертой бедности. В том числе 47,2 % в возрасте до 18 лет и 17,1 % в возрасте 65 и старше.

## Местное управление
Управление городом осуществляется мэром и городским советом, состоящим из пяти человек, каждый из которых избирается всем городом.

## Инфраструктура и транспорт
Через Ллано проходят автомагистрали штата Техас 16, 29 и 71.
В городе располагается муниципальный аэропорт Ллано. Аэропорт Ллано располагает двумя взлётно-посадочными полосами длиной 1281 и 978 метров. Ближайшим аэропортом, выполняющим коммерческие рейсы, является региональный аэропорт Киллин/Форт-Худ. Аэропорт находится примерно в 110 километрах к юго-западу от Ллано.

## Образование
Город обслуживается независимым школьным округом Ллано.

## Экономика
Согласно финансовому отчёту за 2013—2014 финансовый год, Ллано владел активами на $32,59 млн, долговые обязательства города составляли $9,59 млн. Доходы города в 2016 году составили $11 млн, а расходы — $10,84 млн.

## Отдых и развлечения
В Ллано функционирует музей округа, расположенный в здании бывшей аптеки немецкого иммигранта, бывшего консула США в Италии. В музее представлены экспонаты истории региона, включая походную кухню, аптекарские принадлежности и пограничный пост. Также в музее находится коллекция местного уроженца, известного игрока поло 1930-х Сесила Смита. Рядом с музеем округа находится исторический железнодорожный район, в котором находится станция, на которой располагается железнодорожный музей.
В Ллано также располагается ряд исторических зданий, в том числе здание Баду, здания окружного суда и тюрьма, отель Southern Hotel.
Берега реки Ллано являются популярными местами отдыха горожан, популярными развлечениями являются рыбалка, охота, наблюдение за птицами, функционирует гольф-центр.